# Todd Armstrong
Todd Armstrong, nom d'escena de John Harris Armstrong, (Sant-Louis, Missouri, 25 de juliol de 1937 - Butte City, 17 de novembre de 1992) va ser un actor estatunidenc.

## Biografia
Todd Armstrong abandona el seu Missouri natal per seguir cursos d'art dramàtic a la Pasadena Playhouse, a Califòrnia, on té com a companys de classe Dustin Hoffman i Gene Hackman.
Mentre treballa com a jardiner paisatgista a casa de l'actriu Gloria Henry, aquesta, coneixent les seves aspiracions d'actor, el recomana a la Colombia Pictures perquè hi faci unes proves.
És així com comença en nombrosos episodis de la sèrie de televisió Manhunt (1961); a continuació, té un segon paper en Five Finger Exercise de Daniel Mann (1962).
Obté tot seguit el paper de la seva vida, perquè en el cinema i en la memòria col·lectiva, queda sens dubte com l'encarnació del mític heroi grec Jason de la pel·lícula considerada com la cimera de l'obra de l'especialista en efectes especials Ray Harryhausen i realitzada per Don Chaffey: Jason i els argonautes (1963).
Figura com a cap de cartell, però al costat de nombrosos actors d'anomenada (George Segal, Tom Courtenay, James Fox i John Mills) en la pel·lícula de guerra King Rat, de Bryan Forbes (1965).
A continuació, no apareix més que en segons papers en el cinema o com a convidat puntual de sèries televisades fins al començament dels anys 1980, i després desapareix de l'escena.
Todd Armstrong se suïcida amb un tret, a la zona de Butte City del comtat de Glenn, a Califòrnia, el 1992.

## Filmografia
Filmografia:
- 1961: Manhunt, sèrie de televisió, 13 episodis: el detectiu Carl Spencer
- 1962: La gata negra (Walk on the Wild Side) d'Edward Dmytryk: el tinent Omar Stroud
- 1962: Five Finger Exercise de Daniel Mann: Tony Blake
- 1963: Jàson i els argonautes (Jason and the Argonauts) de Don Chaffey: Jàson
- 1965: King Rat de Bryan Forbes: Tex
- 1966: The Silencers de Phil Karlson: guardià (no en surt als crèdits)
- 1966: Scalplock, telefilm de James Goldstone: Dave Tarrant
- 1966: Dead Heat on a Merry-Go-Round de Bernard Girard: Alfred Morgan
- 1966: Winnetou und si Freund Old Firehand, d'Alfred Vohrer: Tom
- 1967: La cavalcada dels maleïts (A Time for Killing) de Phil Karlson: el tinent Prudessing
- 1968: Gunsmoke, sèrie de televisió: 
  - Episodi The First People: John Eagle Wing
  - Episodi 9: 12 to Dodge: Johnny August
- 1975: Hawaii Five-O, sèrie de televisió, episodi Target? The Lady: Curt Anderson
- 1982: The Greatest American Hero, sèrie de televisió, episodi HA Chicken in Every Plot: Ted McSherry
- 1982: Shackleton, Telefilm de Martyn Friend: Raymond Shackleton